# Gmina Baboszewo
Die Gmina Baboszewo ist eine Landgemeinde im Powiat Płoński der Woiwodschaft Masowien in Polen. Ihr Sitz ist das gleichnamige Dorf.

## Gliederung
Zur Landgemeinde Baboszewo gehören 42 Ortschaften mit einem Schulzenamt:
Baboszewo
Bożewo
Brzeście
Brzeście Małe
Brzeście Nowe
Budy Radzymińskie
Cieszkowo-Kolonia
Cieszkowo Nowe
Cieszkowo Stare
Cywiny-Dynguny
Cywiny Wojskie
Dłużniewo
Dramin
Dziektarzewo
Galomin
Galominek
Galominek Nowy
Goszczyce Poświętne
Goszczyce Średnie
Jarocin
Jesionka
Kiełki
Korzybie
Kowale
Krościn
Kruszewie
Lachówiec
Lutomierzyn
Mystkowo
Niedarzyn
Pawłowo
Pieńki Rzewińskie
Polesie
Rybitwy
Rzewin
Sarbiewo
Sokolniki Nowe
Sokolniki Stare
Śródborze
Wola Dłużniewska
Wola-Folwark
Zbyszyno